# Encontro com Patrícia Poeta
Encontro com Patrícia Poeta (anteriormente intitulado Encontro com Fátima Bernardes) é um programa de televisão brasileiro produzido pela TV Globo e exibido desde 25 de junho de 2012.

## Resumo
| Fase | Fase             | Exibição original   | Exibição original  |
| Fase | Fase             | Estreia             | Final              |
| ---- | ---------------- | ------------------- | ------------------ |
|      | Fátima Bernardes | 25 de junho de 2012 | 1 de julho de 2022 |
|      | Patrícia Poeta   | 4 de julho de 2022  | Em exibição        |

## História

### Com Fátima Bernardes

#### 2012–13: Primeira fase
Em 25 de junho de 2012, o Encontro com Fátima Bernardes entrava no ar, após o programa Bem Estar, empurrando a TV Globinho para as manhãs de sábado. Mesclando informação, entretenimento, prestação de serviço, humor, música e interatividade com o público, em sua primeira fase, Fátima Bernardes contava com uma equipe fixa de colaboradores. O jornalista Lair Rennó informava notícias em tempo real, interagindo com os internautas. A repórter Lilia Teles era responsável pelas matérias especiais sobre os temas do dia. As repórteres Gabriela Lian, de São Paulo, e Aline Prado, do Rio de Janeiro, faziam entradas ao vivo com reportagens sobre questões relevantes das cidades. Os humoristas Marcos Veras e Victor Sarro davam um toque de humor aos assuntos abordados pelo programa. O músico Branco Mello era colunista da atração e apresentava assuntos como trilha sonora de novelas, música de festa, ritmos do subúrbio, canções que marcaram relacionamentos, música baiana, associações como música e futebol etc.
Em dezembro de 2012, o humorista Victor Sarro deixou o programa para integrar a equipe do programa Esquenta!.
Em 2013, José Bonifácio de Oliveira, o Boninho, assumiu a direção geral do programa. Com isso, aconteceram algumas mudanças: novo cenário, maior interatividade e aumento das atrações musicais e das entrevistas com os artistas da emissora. Em janeiro de 2013, a repórter Lilia Teles deixou o programa e voltou a realizar reportagens para o principais jornais da emissora.

#### 2014–20: Segunda fase

Em janeiro de 2014, nas férias de Fátima Bernardes, o programa foi apresentado por Ana Furtado, Dan Stulbach e Lair Rennó

Em janeiro de 2014, Ana Furtado, Dan Stulbach e Lair Rennó assumiram o Encontro nas férias de Fátima Bernardes. A partir dessa experiência, o trio de apresentadores passou a apresentar o programa, durante as férias e folgas da apresentadora. Dois meses depois, Fátima Bernardes passou a apresentar o Encontro em um estúdio móvel. O Caminhão do Encontro passou por Belo Horizonte, Salvador e São Paulo. Em setembro do mesmo ano, o músico Branco Mello e o psicanalista Francisco Daudt, deixaram a equipe de colunistas da atração.
Em janeiro de 2015, Ana Furtado, Marcos Veras e Lair Rennó assumiram o Encontro nas férias de Fátima Bernardes. No mesmo mês, Felipe Andreoli e André Curvello passaram a integrar o time de repórteres da atração. Em 20 de abril, estreou o boletim jornalístico G1 em Um Minuto, onde notícias em destaque no Brasil e no Mundo eram apresentadas brevemente. Em julho, Ana Furtado, Marcos Veras e Tiago Leifert assumiram o Encontro nas férias de Fátima Bernardes. Em outubro deste mesmo ano, o poeta Bráulio Bessa tornou-se titular do quadro Poesia com Rapadura. No final daquele ano, Marcos Veras deixou definitivamente o programa para se dedicar a novos projetos.

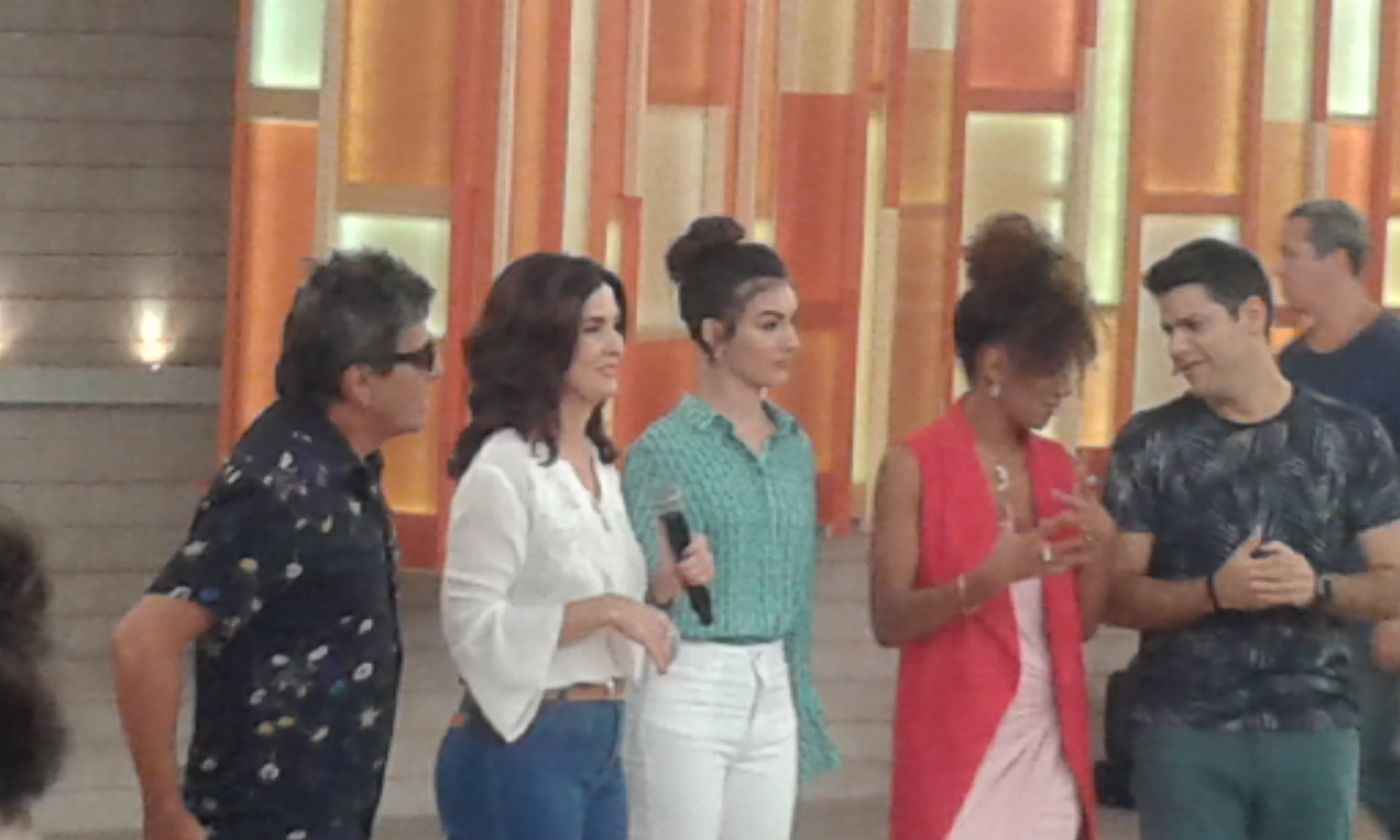
Bastidores do programa nos Estúdios Globo em 2016

Em 2016, Felipe Andreoli tornou-se apresentador eventual do programa ao lado de Ana Furtado e Lair Rennó. No dia 30 de novembro, devido a uma perda familiar, a apresentadora foi substituída pelos apresentadores Lair Rennó, Felipe Andreoli e Cissa Guimarães. Em março de 2017, Felipe Andreoli deixou o programa e tornou-se apresentador do Esporte Espetacular. Em abril, Manoel Soares passou a integrar o time de repórteres do programa. Recém contratado, Manoel passou a ser apresentador eventual do programa ao lado de Ana Furtado e Lair Rennó.
Em 15 de janeiro de 2018, André Curvello tornou-se apresentador eventual do programa ao lado de Ana Furtado e Lair Rennó. Em 23 de julho, Patrícia Poeta tornou-se apresentadora eventual do programa ao lado de Ana Furtado, André Curvello e Lair Rennó.

#### 2020–2022: Terceira fase
No dia 20 de abril de 2020, o Encontro voltou à grade, mas sem plateia e com a participação de convidados através de vídeos. A apresentadora Ana Maria Braga passou a aparecer diariamente no programa através de um telão, para relembrar as receitas exibidas no Mais Você. Em 30 de abril, pílulas do Sinta-se em Casa, diário da quarentena produzido por Marcelo Adnet, passaram a ser exibidas dentro do programa. Para levar um pouco mais de humor para as manhãs, em 11 de maio, estreou o quadro Que Pergunta é Essa?, onde Marcos Veras se disfarçava de vários personagens usando filtros da internet para fazer perguntas curiosas para Fátima.
No dia 25 de maio, com o encerramento do programa Combate ao Coronavírus, o Encontro com Fátima Bernardes foi estendido e passou a entrar no ar às 10h, logo após o Bom Dia Brasil. Assim, o programa ganhou espaço para mais entrevistas remotas, novos quadros de humor e a volta dos quadros Bem Estar e do G1 em 1 Minuto. No dia 28 de maio, estreou o Gshow no Encontro, no qual Tati Machado contou as novidades do mundo do entretenimento e dos famosos. Em julho de 2020, Patricia Poeta e Fernanda Gentil assumiram o Encontro nas férias de Fátima Bernardes.

### Com Patrícia Poeta

#### 2022–presente: Quarta fase
Em 13 de abril de 2022, a TV Globo anunciou que Fátima Bernardes deixaria o Encontro em julho, para se dedicar a próxima temporada do The Voice Brasil. Em nota, a emissora confirmou que o programa passaria a ser comandado por Patrícia Poeta e Manoel Soares, diretamente de São Paulo. Desta forma, o programa teria seu horário de exibição invertido com o Mais Você de Ana Maria Braga. O último programa apresentado por Fátima foi ao ar em 1° de julho de 2022. Já no dia 4 de julho, passou a ser intitulado de Encontro com Patrícia Poeta.
Em 3 de julho de 2023, Tati Machado e Valéria Almeida estrearam na apresentação eventual do programa.
Após a saída de Manoel Soares em junho de 2023, o jornalista Ernesto Xavier passou a integrar a equipe do programa.
Em janeiro de 2025, foi anunciado que Patrícia Poeta participará de edições especiais do programa em diferentes locais, incluindo o Ceará, trazendo diversidade e novas perspectivas ao conteúdo apresentado.

## Repercussão

### Audiência
O programa de estreia concedeu a TV Globo na Grande São Paulo 10 pontos de média e pico de 11,5 no Ibope. Porém, no decorrer da semana sua audiência caiu pela metade. Na terça (26), foram 7,2 pontos; na quarta, 6,3; na quinta, 5,6 pontos de média e na sexta, 5,4.
Em sua segunda semana os índices voltaram a cair, pela primeira vez desde a estreia o programa chegou a terceira colocação no IBOPE perdendo para o SBT que exibe no horário o programa infantil Bom Dia & Companhia e para o Hoje em Dia, da Record.
Por conta de sua baixa audiência em Salvador, a TV Bahia, afiliada da Globo no estado, reduziu 15 minutos do programa para dar mais espaço para o telejornal local Bahia Meio Dia. Pouco depois, várias outras afiliadas nas quais o Encontro causava o mesmo problema passaram a reduzir a exibição do programa a ponto da apresentadora ter de encerrar o programa duas vezes, uma às 11h45, outra às 12h.
No dia 2 de novembro de 2020, o programa registra sua maior audiência desde a sua estreia, em 2012, com 14,6 pontos. Nesse dia, foi ao ar as homenagens à Tom Veiga, intérprete do papagaio Louro José, que faleceu no dia 1.° de novembro, vítima de um AVC.
A estreia da nova fase do Encontro, agora com Patrícia Poeta como titular marcou 7,2 pontos. No dia 8 de agosto de 2022, o programa marcou 8,7 pontos. No dia 31 de outubro, o programa marcou 9,8 pontos. No dia 2 de fevereiro de 2023, o programa bateu recorde e registrou 10,4 pontos. Nesse dia, foi ao ar as homenagens à Glória Maria. Em 18 de dezembro de 2024, o programa registrou a pior audiência de sua história, com a média de 5,1 na grande São Paulo. O recorde negativo foi batido no dia 5 de fevereiro de 2025, quando o programa marcou 4,7 pontos na Grande São Paulo.

### Controvérsias

#### Morte
Durante a gravação de uma entrevista em 25 de maio de 2012 para o humorista Marcius Melhem, o aposentado Humberto Maços Guimarães, de 70 anos, acabou sofrendo um infarto fulminante e veio a falecer. Ele havia acabado de assistir a uma partida de futebol, o que pode ter causado o incidente. Após o fato, o humorista pediu a direção do programa que a gravação não fosse ao ar.

#### Manoel Soares x Patrícia Poeta
Em 28 de junho de 2022, com o lançamento da campanha "Supermanhãs da Globo", Patrícia Poeta foi destacada como apresentadora oficial do Encontro, enquanto Manoel Soares assumiu uma posição secundária.
Embora tenham inicialmente sido confirmados como apresentadores titulares em abril de 2022, ambos passaram a ter papéis distintos, com Poeta assumindo a posição de apresentadora principal. A mudança gerou reações variadas entre o público, com alguns observadores questionando a distribuição de visibilidade e participação dos apresentadores, além de apontarem um possível racismo da Globo quanto a presença de apresentadores negros em programas coletivos.
Questões relacionadas à interação entre os apresentadores foram levantadas por telespectadores e comentadas pela imprensa, levando a TV Globo a decidir que, em julho de 2023, Soares apresentaria o programa sozinho, enquanto Poeta entraria em período de férias. Quando o retorno de Poeta foi confirmado para o início de agosto, foi determinado que Soares também tiraria férias, sem data definida para seu retorno. Em 30 de junho de 2023, a TV Globo anunciou a rescisão do contrato de Manoel Soares, marcando sua saída definitiva do Papo de Segunda, exibido no GNT. Durante as férias de Poeta, o Encontro foi apresentado por Valéria Almeida e Tati Machado, que também são colunistas do programa.

#### O fim da TV Globinho
O encerramento da exibição diária da TV Globinho em 2012, para dar lugar ao Encontro, gerou polêmica e insatisfação entre telespectadores, resultando em reclamações nas redes sociais por vários anos. Muitos atribuíram a Fátima Bernardes a responsabilidade pelo fim da atração infantil.
Em entrevistas posteriores, Fátima Bernardes abordou o assunto. Em uma participação no programa Roda Viva, ela explicou que, ao idealizar o Encontro, considerou o horário ocupado pela TV Globinho como o mais adequado para seu novo projeto. Ela afirmou: "Eu pensei nesse horário e apresentei a ideia pra esse horário".
Em outra ocasião, durante uma entrevista ao podcast PodPah, Fátima comentou sobre as críticas que recebeu pelo fim da TV Globinho. Ela esclareceu que não foi sua intenção acabar com o programa infantil, mas sim ocupar o espaço disponível para seu novo projeto.
| “                                              | Não fui eu não, gente! Eu só queria fazer o meu programa e o único lugar que puseram foi ali! | ” |
| — Fátima Bernardes sobre o fim da TV Globinho. |                                                                                               |   |

### Prêmios e indicações
| Ano  | Prêmio                    | Categoria                      | Nomeação         | Resultado | Ref.   |
| ---- | ------------------------- | ------------------------------ | ---------------- | --------- | ------ |
| 2012 | Prêmio Extra de Televisão | Estreia do Ano                 | Encontro         | Indicado  | [ 62 ] |
| 2013 | Prêmio Extra de Televisão | Melhor Apresentadora           | Fátima Bernardes | Indicado  | [ 63 ] |
| 2014 | Troféu Imprensa           | Melhor Programa de Entrevistas | Encontro         | Indicado  | [ 64 ] |
| 2014 | Troféu Imprensa           | Melhor Apresentadora           | Fátima Bernardes | Venceu    | [ 64 ] |
| 2014 | Prêmio F5                 | Apresentadora do Ano           | Fátima Bernardes | Indicado  | [ 65 ] |
| 2014 | Prêmio Extra de Televisão | Melhor Apresentadora           | Fátima Bernardes | Indicado  | [ 66 ] |
| 2014 | Prêmio Quem               | Melhor Apresentadora           | Fátima Bernardes | Venceu    | [ 67 ] |
| 2015 | Prêmio Extra de Televisão | Melhor Programa                | Encontro         | Indicado  | [ 68 ] |
| 2015 | Prêmio Extra de Televisão | Melhor Apresentadora           | Fátima Bernardes | Indicado  | [ 68 ] |
| 2015 | Prêmio Extra de Televisão | Melhor Apresentadora           | Fátima Bernardes | Indicado  | [ 68 ] |
| 2015 | Prêmio Quem               | Melhor Apresentadora           | Fátima Bernardes | Venceu    | [ 69 ] |
| 2016 | Prêmio Quem               | Melhor Apresentadora           | Fátima Bernardes | Venceu    | [ 70 ] |
| 2017 | Prêmio Extra de Televisão | Melhor Apresentadora           | Fátima Bernardes | Indicado  | [ 71 ] |
| 2020 | Prêmio Contigo! Online    | Programa de Variedades         | Encontro         | Venceu    | [ 72 ] |